# 鲁中军区
鲁中军区，1942年8月成立，1948年7月撤销，隶属于八路军山东军区。

## 历史
1941年8月，山东纵队准备筹建鲁中军区。1941年11月，司令员刘海涛牺牲后，组建工作停止。1942年8月1日，山东军区以八路军山东纵队机关一部组建鲁中军区。
1948年7月，鲁中军区与鲁南军区合并为鲁中南军区，司令员傅秋涛、政委康生。

## 军分区
- 第一（泰山）军分区
- 第二（沂蒙）军分区
- 第三（泰南）军分区
- 第四（沂山）军分区，1943年9月成立，
- 第五（鲁山）军分区，1944年7月成立，1945年8月撤销。